# 范堯
范堯（1862年4月4日—1923年），字伯祈，號景唐，一號君虞，行一，四川省順慶府西充縣人，世居城西李家溝，遷居大礄場中和壩，光緒十五年己丑恩科本省鄉試第68名舉人，光緒十六年庚寅恩科會試第275名貢士，殿試三甲170名。欽點即用知縣，籖掣分陝西，歷任褒城縣知縣。致仕後任本縣武廟學堂教習，民國後曾充西充縣立高等小學校國文教師。